# Altopiano di Pomerantz
L'altopiano di Pomerantz è un altopiano completamente ricoperto dai ghiacci situato nella parte settentrionale della Terra di Oates, vicino al confine orientale con la Dipendenza di Ross, nell'Antartide orientale. In particolare, l'altopiano si trova nell'entroterra della costa di Oates, nella regione settentrionale dei monti USARP, e si estende per circa 20 km in direzione nord-sud, per una larghezza massima di 10 km in direzione est-ovest. Dal versante orientale dell'altopiano, la cui altezza varia tra i 2000 e i 2290 m s.l.m., raggiunti da un picco nella parte centrale della formazione, prendono il via alcuni ghiacciai che terminano poi in una distesa ghiacciata presente tra le montagne USARP e la costa; tra questi si possono citare l'Helfferich e il Pitzman.

## Storia
L'altopiano di Pomerantz è stato mappato per la prima volta dallo United States Geological Survey grazie a fotografie scattate dalla marina militare statunitense (USN) durante ricognizioni aeree e terrestri effettuate nel periodo 1960-62, e così battezzato dal Comitato consultivo dei nomi antartici in onore di Martin A. Pomerantz, direttore della Fondazione di Ricerca Barthol e del comitato statunitense per l'Anno Internazionale del Sole Quieto, il quale effettuò studi relativi ai raggi cosmici nell'area del canale McMurdo nelle stagioni 1959-60 e 1960-61.